# Кашканарка
Кашкана́рка (чув. Кӑшканар; Кошкана́рка) — река в России, протекает по Чебоксарскому району Чувашской Республики. Правый приток реки Унги.

## География
Река Кашканарка берёт начало у деревни Эндимиркасы. Течёт на восток по открытой местности мимо деревень Лебедеры и Вурманкас-Туруново. Впадает в Унгу западнее деревни Малдыкасы. Устье реки находится в 30 км от устья Унги. Длина реки составляет 10 км, площадь водосборного бассейна — 45,4 км².

## Данные водного реестра
По данным государственного водного реестра России относится к Верхневолжскому бассейновому округу, водохозяйственный участок реки — Цивиль от истока и до устья, речной подбассейн реки — Волга от впадения Оки до Куйбышевского водохранилища (без бассейна Суры). Речной бассейн реки — (Верхняя) Волга до Куйбышевского водохранилища (без бассейна Оки).
Код объекта в государственном водном реестре — 08010400412112100000254.